# غواصة يو-11 (ألمانيا)
غواصة يو-11 كان غواصة من طراز يو5، وتعتبر واحد من 329 غواصة خدمت في البحرية الإمبراطورية الألمانية في الحرب العالمية الأولى. كان يو -11 منخرطا في الحرب البحرية وشارك في معركة الأطلنطي الأولى.